# روجر لويد-باك
روجر لويد-باك (بالإنجليزية: Roger Lloyd-Pack)‏ مواليد 8 فبراير 1944 في لندن، إنجلترا - الوفاة 15 يناير 2014 في لندن، إنجلترا، هو ممثل بريطاني بدأ مسيرته الفنية سنة 1960.

## وصلات خارجية
- روجر لويد-باك على موقع IMDb (الإنجليزية)
- روجر لويد-باك على موقع قاعدة بيانات الأفلام العربية
- روجر لويد-باك على موقع ألو سيني (الفرنسية)
- روجر لويد-باك على موقع ميوزك برينز (الإنجليزية)
- روجر لويد-باك على موقع أول موفي (الإنجليزية)
- روجر لويد-باك على موقع قاعدة بيانات الأفلام السويدية (السويدية)
- روجر لويد-باك على موقع ديسكوغز (الإنجليزية)
- روجر لويد-باك على موقع قاعدة بيانات الفيلم (الإنجليزية)
- روجر لويد-باك على موقع كينوبويسك (الروسية)